# Nggela (kanał)

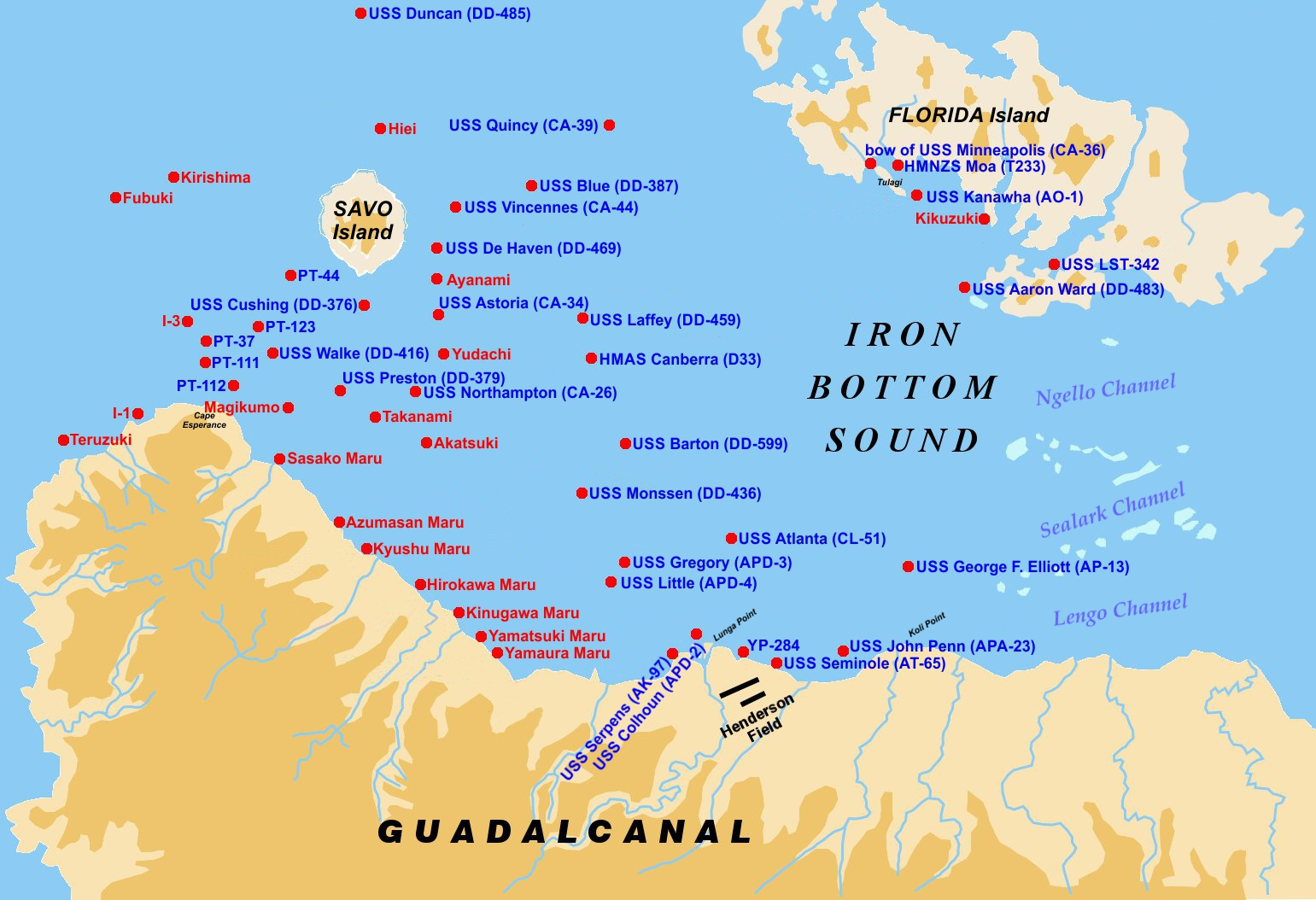
Ironbottom Sound, wyspy i otaczające je wody

Kanał Nggela – kanał na Wyspach Salomona, łączący Ironbottom Sound i cieśninę Indispensable.
Na Wyspach Salomona, wody pomiędzy wyspami Nggela i Taivu Point, na północny wschód od Guadalcanalu, podzielone są na trzy rafy: kanał Nggela, kanał Sealark oraz kanał Lengo. Łączą one Ironbottom Sound na zachodzie i cieśninę Indispensable na wschodzie.